# Крекінг-установки Камасарі
Крекінг-установки Камасарі — складова частина нафтохімічного майданчика в бразильському штаті Баїя.
Перше піролізне виробництво стало до ладу в Камачасі (за три десятки кілометрів від північної околиці провінційної столиці Салвадору) у 1978 році. Наразі тут діє дві установки парового крекінгу, потужність яких по етилену становить 600 та 680 тисяч тонн на рік. Більшість цього олефіну споживається тут же для продукування поліетилену високої щільності, лінійного поліетилену низької щільності, поліетилену низької щільності та металоценового поліетилену, разом 800 тисяч тонн на рік. Частина етилену спрямовується по продуктопроводу у Алагоас, де його використовують на заводі дихлориду етилену (перший крок у отриманні мономеру вінілхлориду). Крім того, в самому Камасарі великим споживачем етилену є компанія Oxiteno, котра станом на 2010 рік могла продукувати 350 тисяч тонн оксиду етилену та планувала збільшити потужності.
Оскільки установки розраховані на споживання газового бензину, майданчик в Камасарі також може продукувати інші ненасичені вуглеводні — пропілен (550 тисяч тонн), бутадієн (180 тисяч тонн), 1-бутен (використовується як ко-полімер, 36 тисяч тонн на рік), ізопрен (мономер натурального каучуку, 26 тисяч тонн). Нарешті, тут діє виробництво етилтретбутилового етеру (ETBE), який отримують шляхом реакції ізобутилену з етанолом.
У 2010-х роках на світовому ринку внаслідок «сланцевої революції» у США з'явилась велика пропозиція етану. Власник установок у Камасарі компанія Braskem вирішила надати їм можливість споживати цей газ, частка якого в сировині становитиме 15 %. Імпорт етану з техаського Монт-Бельв'ю розпочався восени 2017 року.